# Wsiewołod Jakimiuk
 (février 2017).
Si vous disposez d'ouvrages ou d'articles de référence ou si vous connaissez des sites web de qualité traitant du thème abordé ici, merci de compléter l'article en donnant les références utiles à sa vérifiabilité et en les liant à la section « Notes et références ».
Vsevolod Jan Jakimiuk, ou Wsiewalad Jakimiuk, né le 5 janvier 1902 (18 janvier dans le calendrier grégorien) à Kożyno (Empire russe à l'époque, actuellement en Pologne)  et mort le 24 novembre 1991 à Nemours, est un ingénieur aéronautique polonais ayant notamment collaboré avec les constructeurs d'avions PZL (Pologne), De Havilland (Royaume-Uni, Canada) et Sud Aviation (France).